# テキサス (BB-35)
テキサス (USS Texas, BB-35) は、アメリカ海軍の戦艦。ニューヨーク級戦艦の2番艦。艦名はテキサス州にちなみ、その名を持つ艦としては2隻目。

## 概要
戦艦「テキサス」は、ニューヨーク級戦艦の2番艦で、アメリカ海軍が保有した最初の超弩級戦艦。本級2隻はワイオミング級戦艦の拡大改良型であり、アメリカ海軍の戦艦として初めて14インチ砲を搭載した。テキサスの方がネームシップより先行して建造され、就役した。
その艦歴はタンピコ事件時にメキシコ領海へ出動したことから始まる。第一次世界大戦では大西洋を横断する連合軍の輸送船団の護衛任務に従事した。イギリスに派遣された際には、イギリス海軍のグランドフリートと行動を共にした。海軍休日時代、籠マストから三脚マストへの改造など、幾度か改装を実施した。旧式化が進むと、練習艦として使用される。ノースカロライナ級戦艦やサウスダコタ級戦艦の就役にともない退役予定だったが、第二次世界大戦の勃発により現役に戻った。
太平洋戦争勃発によりアメリカ合衆国が世界大戦に参戦した時点でも、大西洋艦隊に所属していた。再び大西洋を横断する連合軍輸送船団を護衛する任務に就く。北アフリカ戦線およびノルマンディー上陸作戦や南フランス上陸作戦では、枢軸国軍を撃退するため沿岸砲撃に従事した。なお世界大戦の最中に幾度か主砲の改装、対空火器の増強、電子兵装の強化などを実施した。1944年後半からは太平洋戦線に移動し、硫黄島と沖縄での戦いにおいても海上からの火力支援を行った。
テキサスは1946年に戦艦としての役目を解かれ、1948年4月21日以来テキサス州ヒューストンにあるサン・ジャシント州立公園で博物館を兼ねた記念艦として静態保存されている。
テキサスは現存する最も古い超弩級戦艦であり。また、現存する両大戦に参加した艦2隻のうちの1つであり、さらにアメリカで建造されたレシプロ蒸気機関を主機とする唯一現存している軍艦である。
テキサスは米戦艦としては、注目に値する様々な試みが施された艦でもある。最初に対空砲が装備された戦艦であり、初めて射撃管制装置（今日のコンピュータの前身）が設置された戦艦であり、そして初めて艦上より航空機が射出された戦艦である。また、アメリカ海軍において初の量産型レーダーが設置された戦艦であり、そして、初の博物館船となった戦艦である。さらに、アメリカ合衆国国定歴史建造物に選ばれた最初の戦艦である。

## 艦歴

### 建造

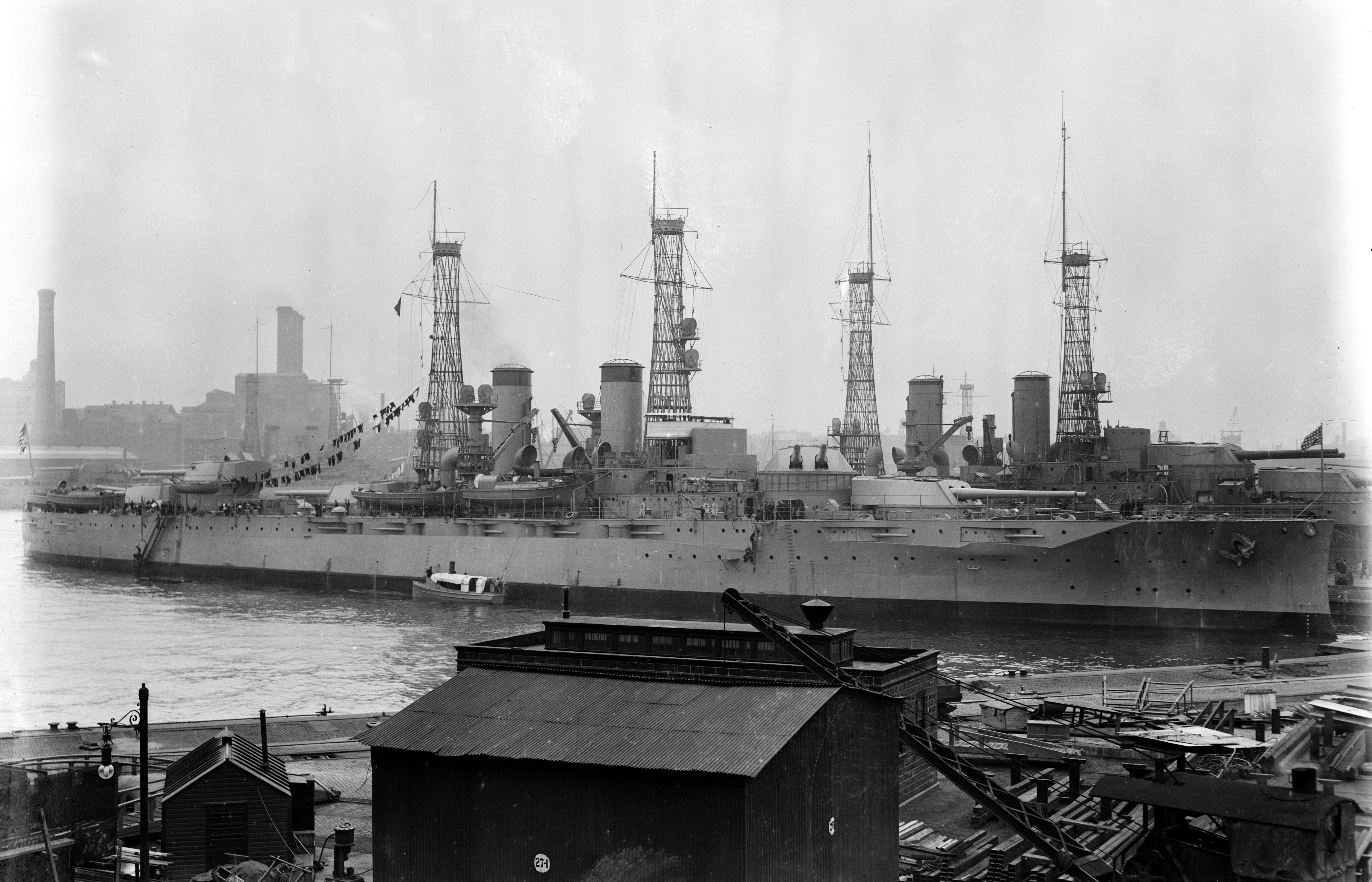
1914年3月24日撮影

1910年6月24日、テキサスはニューヨーク級戦艦の2番艦としての建造が承認された。同年9月27日から12月1日にかけて建造入札が行われ、ニューポート・ニューズ造船株式会社によって非武装・非装甲の状態で583万USドルという価格が掲示、落札された。12月17日に契約成立の調印が行われ、その7日後に同社の造船所に計画案が送られた。1911年4月17日、キールがバージニア州のニューポート・ニューズにある造船所のドックに設置され、建造が開始された。予算承認の関係から、2番艦の本艦の方がネームシップのニューヨークより先んじて建造された。なお本艦と姉妹艦のためにワシントン海軍工廠で製造中の14インチ砲を、アメリカ合衆国旅行中の東郷平八郎大将が視察している。
1912年5月18日、クラウディア・リオンが主催となって進水式がとり行われた。同18日には、日本海軍がイギリスに発注した巡洋戦艦「金剛」も進水している。偶然にも、日米の14インチ砲搭載艦が同日に進水することになった。1914年3月12日、アルバート・W・グラント大佐がテキサスの指揮を任命され初代艦長に就任した。
テキサスの主武装は主砲塔に各2門ずつ備えられた45口径35.6cm（14インチ）マーク8砲10門であり、この砲は680kg（1,500ポンド）の徹甲弾を約21km（13マイル）の地点まで飛ばすことが可能だった。また、副武装としては51口径12.7cm（5インチ）砲が21門装備された。さらに建造当初は53.3cm（21インチ）魚雷発射管が艦前方の両舷側の31番フレームにそれぞれ2基ずつ、合計4基装備され、12の弾薬庫が用意されていた。また、テキサスと姉妹艦のニューヨークは、35.6cm砲弾を信管部を逆さにして砲塔下の弾薬保管庫に保存していた唯一の戦艦だった。

### 1914年から1917年まで
1914年3月24日、テキサスはバージニア州ポーツマスのノーフォーク海軍造船所からニューヨークへ向けて出航した。3月26日の夜にスタテン島のトンプキンズヴィルに到着し、翌日ブルックリン海軍工廠のドックへ入り、そこで約3週間かけて射撃管制装置の取り付けが行われた。
ニューヨークでの滞在中にメキシコ東部沿岸の町タンピコにおいてアメリカ軍の砲艦乗員がメキシコ政府の軍隊に拘留されるという事件（タンピコ事件）が発生し、この事態に対処するためウッドロウ・ウィルソン大統領は大西洋艦隊の艦船数隻をメキシコ領海内へ派遣した。この問題は事件発生現場において早いうちに解決されたが、ヘンリー・T・メイヨー少将は、星条旗を掲げ21発の祝砲発射を行って公式謝罪するようウエルタ政権に対し要求した。
メキシコ政府による非民主主義的な行為を目の当たりにしたウィルソン大統領は、4月20日、連邦議会においてこの問題が議論される前に、事件に対する報復措置としてフランク・F・フレッチャー少将に対しメキシコ沖の艦隊を率いてベラクルスへ上陸し、税関を取り押さえるように命じた。この上陸は4月21日と翌22日にかけて実行された。
こうしてメキシコとの政治的緊張の高まりのために、テキサスは通常の慣らし航海や整備調整を行う間もなく、5月13日に作戦に加わることとなった。5月14日から19日までハンプトン・ローズに停泊した後、5月26日にベラクルス沖でフレッチャー少将の艦隊に加わった。そして、テキサスは陸上部隊を支援しながら、2ヶ月以上に渡りメキシコ領海内に留まった。その後、8月8日にベラクルス近海から離脱し、キューバのナイペ湾へ移動、そこからニューヨークへと進路をとり、8月21日に海軍造船所に入渠した。
9月6日まで同地に滞在した後、テキサスは大西洋艦隊に復帰し、予定されていた作戦行動に従事した。同年10月に再びメキシコ沿岸に戻り、月末にはベラクルスのタクスパンを拠点として11月4日まで任務に就いた後、テキサス州ガルベストンへ向かった。ガルベストンでの滞在中の11月7日にグラント艦長はテキサス州知事のオスカー・コルキットから銀食器セットを贈呈された。当初、銀食器購入のため寄付を募ったが、不足気味であったという。このとき、テキサス州ウェーコの青年からなる商業団体は、銀を購入するために1万USドルの資金を集めた。
11月14日、テキサスはタンピコへ向けて出航し、その後ベラクルスに向かい、そこで1月余り留まった。12月20日、メキシコに最後の別れを告げニューヨークへと出航した。12月28日、ニューヨーク海軍造船所に戻ったテキサスは修理等を受けて、1915年2月16日までそこに滞在することとなった。同年5月25日、テキサスは戦艦サウスカロライナ、ルイジアナ、ミシガンと共に、ノルウェーの果物運搬汽船ジョゼフ・J・クネオと衝突事故を起こしたホーランド・アメリカライン社の客船リンダムの乗客230人の救助活動を行った。1916年、テキサスに対空砲と今日のコンピュータの前身であるアナログ式の射撃管制装置がアメリカ戦艦としては初めて設置された。

## 第一次世界大戦

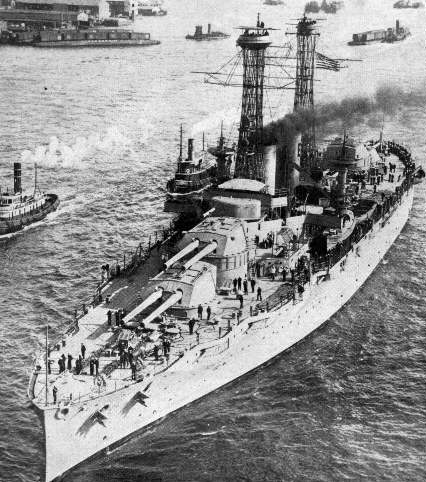
第一次世界大戦時の戦艦テキサス。2本の大きな鉄塔はテキサスの籠型マスト。このマストは1925年の近代化改修の際に単一の3脚式マストに変更された。

テキサスは艦隊へ復帰すると、ニューイングランド海岸沖での訓練を再開した。そして、冬の到来と同時にバージニア岬から西インド諸島へ赴き、砲術と艦隊戦術の訓練を行った。訓練はアメリカ合衆国が第一次世界大戦に参戦する1917年4月まで、2年以上に渡り行われた。ドイツ帝国への宣戦布告当日である1917年4月6日、テキサスは他の大西洋艦隊戦艦群と共に、ヨーク川河口に停泊していた。その後、テキサスは商船での防衛任務に就く兵員を訓練するため、8月中旬までバージニア岬とハンプトン・ローズ周辺に留まった。
同年8月、テキサスは修理のためにニューヨークへ向かい、8月19日に第10番基地に到着後ただちにニューヨーク海軍造船所に入渠した。9月26日に修理が完了するとロングアイランド北部にあるポート・ジェファーソンへと向かう。だが、9月27日の深夜にブロック島の浅瀬に座礁し、その結果乗員達は3日間の無益な日々を過ごす羽目になった。9月30日、艦を浅瀬から引き離すためのタグボートが到着し、艦を後ろへ牽引しようやく浅瀬から脱出することに成功した。しかし、脱出には成功したものの船体へのダメージは大きく、造船所での修理が必要と判断された。また、このために11月にイギリスへ向けて出航する予定だった第9艦隊からテキサスは除かれることとなった。なお、この修理に伴って副武装の12.7cm（5インチ）砲は16門に減らされることになった。
同年12月までに修理を終えたテキサスは、演習のためヨーク川から南へ移動した。そして1918年1月中旬にニューヨークで大西洋横断の準備を整えた。1918年1月30日にニューヨークを出港し、2月11日にはスコットランド沖オークニー諸島のスカパ・フローへ到着、第9艦隊に再合流した。この艦隊は後にグランド・フリートの第6戦艦戦隊として知られるようになった。
テキサスはグランド・フリートと共に輸送船団の護衛を主な任務とし、北海を封鎖しているイギリス艦隊に対しドイツ軍が来襲した際には、いつでも支援に駆けつけることができるよう備えた。テキサスの艦隊はスコットランドのフォース湾からスカパ・フローまでの区間を主な根拠地とした。スカパ・フローへ到着してから5日後にテキサスは作戦行動に入った。そして、第4戦艦戦隊支援のために北海での任務に従事した。スカパ・フローへ帰還した翌日から3月8日まで滞在した後、3月13日に帰還するまで輸送艦隊の護衛任務に就いた。テキサスを含む艦隊は、4月12日にフォース湾に入ったが、休む間もなく第17艦隊として再び輸送船団の護衛任務に戻った。4月20日、アメリカの戦艦群は基地へ帰還したが、その4日後にドイツ帝国海軍の大洋艦隊が連合軍輸送艦隊に対してジェイド湾からノルウェー沿岸部へ向けて出撃したとの知らせを受け取ると、テキサスは第2戦艦戦隊支援のために再び出撃した。艦隊は4月25日、小規模のドイツ艦隊を発見したが、艦隊戦に持ち込むには互いの距離がかなり離れ、そして戦力的に見てもドイツ側から交戦してくる可能性は全く見受けられなかった。ドイツ艦隊はその日のうちに彼らの基地へと戻り、そしてテキサスおよびグランド・フリートも同様に基地へ戻っていった。
フォース湾に帰還したテキサスと艦隊は5月中は出撃任務も無く、翌月までそこで過ごした。6月9日、テキサスは第6戦艦戦隊の他の艦と共に、スカパ・フローの停泊地へ向けて出航し翌日到着した。6月30日から7月2日にかけて、テキサスおよび他の艦隊は、北海域の封鎖強化のために機雷を敷設するアメリカ軍機雷敷設艦の護衛任務に就いた。そして、スカパ・フローへ帰還してから2日後、テキサスはグランド・フリートと共に2日間の戦術訓練と洋上演習を行うために港を出た。7月8日に演習は終了し、艦隊はフォース湾へ帰還した。こうして第一次世界大戦の残りの日々をテキサスと第9艦隊の戦艦は、グランド・フリートの第6戦艦戦隊として働き続けた。だが、ドイツ艦隊はジェイド川かエムス川の河口にある基地からほとんど動く気配も無く、よって、アメリカとイギリスの艦隊はたいした戦闘活動も無く、単調と言える日々を過ごすこととなった。その様な状態が1918年11月11日の休戦協定成立によって第一次世界大戦が終結するまで続いた。11月20日の夜、テキサスは降伏するドイツ艦隊に接触するために、グランド・フリートと共に行動を始めた。2つの艦隊はフォース湾の入り口近くにあるメイ島の東64km（40マイル）の地点に集合し、そして共にスカパ・フローにある停泊地へ向かった。その後、アメリカ軍欧州派遣艦隊はイングランドのポートランド港へ移動し、12月4日、同地に到着した。

## 両大戦間期
1918年12月12日、テキサスはパリ講和会議に出席予定のウィルソン大統領が乗船するジョージ・ワシントン (USS George Washington) と合流するため、第6及び第9艦隊と共に出港した。出港翌日の朝7時半頃にワシントンと合流した艦隊は大統領を護衛し、午後12時半にはフランスのブレストに到着した。その日の夕方、テキサスおよびその他のアメリカ戦艦群はブレストを出港し、ポートランドへ戻り、12月14日にアメリカ本土へ帰国するまでの短い時間をそこで過ごした。
1918年のクリスマスに、テキサスおよびその他の軍艦はニューヨーク沖のアンブローズ灯台付近に到達し、翌26日にニューヨークへ帰還して観艦式に参列した。
帰還後、テキサスはオーバーホールを行い、1919年初頭には太平洋艦隊に復帰し任務を再開した。同年3月9日、エドワード・O・マクダネル少佐によってイギリス製のソッピース キャメルがテキサス艦上からの飛行に成功した。これによって、テキサスはアメリカで最初の航空機を発進させた戦艦となった。また、同年5月にはアメリカ海軍の飛行艇カーチスNC-4による初の大西洋横断飛行が行われ、その時に飛行艇の護衛と飛行航路の援助を務めた。1919年の中頃、テキサスは太平洋艦隊に転属となり、翌年7月17日、海軍が採用した船体分類記号によりBB-35という記号が割り当てられた。

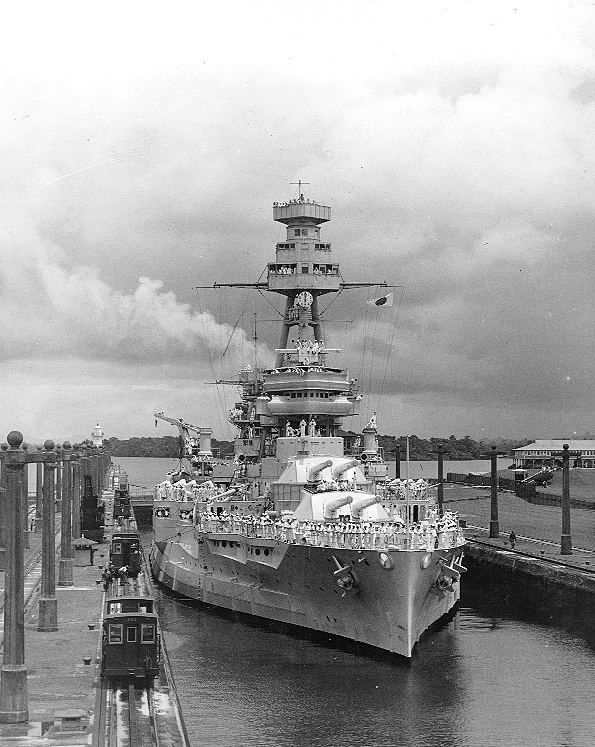
パナマ運河を通過中、ガトゥン閘門でのテキサス。1937年6月21日

テキサスは1924年にオーバーホールと海軍士官学校の生徒達を乗せてヨーロッパへの訓練航海に赴くまでは東海岸へは戻らずに、太平洋での任務に従事した。
1923年9月12日、戦艦「メリーランド」など共に濃霧の中を航行中、貨物船と衝突事故を起こす。相手の貨物船は損傷したが、自力でサンフランシスコへ戻った。
1924年11月25日、大西洋で行動中のテキサスはワシントン海軍軍縮条約での取り決めに従い標的艦に指定されていたコロラド級戦艦「ワシントン (USS Washington, BB-47) 」を、砲撃により沈めた。その後、テキサスは偵察艦隊に加わり大演習に参加した。
1925年、テキサスに大規模な近代化オーバーホールを施すために、ノーフォーク海軍造船所へドック入りした。まず、籠型のマストが三脚式の前檣（フォアマスト）と交換された。石炭を燃料とするボイラーは石油を燃料とするものに交換され、射撃管制装置も最新式の物に改められた。また艦隊旗艦となるための改装もおこなった。
オーバーホールが終了すると、テキサスは合衆国艦隊旗艦に任命され、東海岸周辺での任務を再開した。テキサスは、1927年9月後半から12月の前半まで太平洋で短期間の任務に就いた事を除いて、同年の終わり頃までは東海岸での任務を続けた。1927年には乗員のための娯楽として映画がアメリカ海軍として初めて艦上で上映された。同年末には大西洋に戻り偵察艦隊に加わり通常任務に就く。1928年1月、テキサスはパン＝アメリカ会議へ出席するカルビン・クーリッジ大統領をキューバのハバナへ送り届け、その後、パナマ運河を通って西海岸へ行き、そしてハワイ近海にて艦隊大演習に参加した。
1929年が始まってまもなくテキサスはオーバーホールのためにニューヨークへ戻った。3月に作業が完了すると太平洋で短期間の任務に就いた。6月には大西洋へ移り、偵察艦隊での活動を再開した。1930年4月、ロンドン海軍軍縮会議に参加していたアメリカ代表団を乗せた客船リバイアサン (SS Leviathan) がニューヨークへ帰国する際にテキサスは通常任務の時間を割いてその護衛にあたった。1931年1月になると合衆国艦隊旗艦としてニューヨークを出航し、パナマ運河を経由してカリフォルニア州サンディエゴへ向かった。それからの6年間はサンディエゴがテキサスの母港となった。
6年間の間に、テキサスはアメリカ海軍を代表する旗艦として、またのちに第1戦艦部隊 (BatDiv) の最初の旗艦として扱われた。1931年5月18日、高松宮宣仁親王（昭和天皇弟宮、海軍大尉）と喜久子后がザカライアス接待将校と共にロサンゼルスへ立ち寄った際、戦艦2隻（テキサス、メリーランド）に乗艦した。このとき、テキサスには日本海軍の軍艦旗（日章旗）が掲げられている。合衆国艦隊のチェイス提督は、テキサス艦上で日本の皇族との午餐会にのぞんだ。その後、高松宮夫妻はメリーランドに移乗した。
1936年の夏、テキサスは海軍兵学校の生徒の訓練航海に参加するために一度大西洋へ戻り、訓練終了後、太平洋の戦艦艦隊へ復帰した。9月22日、サンディエゴで停泊中のテキサスは、イギリスのタンカーと衝突事故をおこし、修理を余儀なくされた。
1937年の時点で、テキサスは旧式艦として扱われていた。同年夏、テキサスは合衆国訓練艦隊の旗艦となり、再び東海岸へ配属された。1938年末か1939年の初め頃、新しく第5戦艦部隊からなる大西洋艦隊が組織されるとテキサスはその旗艦となる。テキサスは海軍と海兵隊の両方の訓練を主な目的として、海軍と海兵隊から編成された艦隊海兵軍の訓練、海軍予備兵の訓練そして海軍兵学校生徒の訓練航海等に従事した。1939年にテキサスはアメリカ海軍では初の量産型レーダーを装備した戦艦となった。

## 第二次世界大戦
1939年9月、ヨーロッパにおいて世界大戦が始まると、アメリカは西半球における交戦国の作戦活動を警戒し、海上での中立パトロールと呼ばれる警戒活動を開始した。Battleship Division 5に所属するテキサスも、その任務に就くこととなった。その後、アメリカは連合国への積極的な支援活動を始め、それに伴いアメリカ海軍艦艇もイギリスへ向けてレンドリースによる物資輸送を開始した。1941年2月になると戦闘態勢に入った第1海兵師団がテキサスに乗船し、また、同月1日にはアーネスト・キング提督が再編成された大西洋艦隊の最高司令官としてテキサスに乗艦、艦隊の指揮を執ることになり、提督旗を艦上に掲げた。この年には、新世代のノースカロライナ級戦艦や空母3隻も大西洋艦隊に配備され、テキサスの僚艦になっている。
同年、大西洋にて中立パトロールを行っていたテキサスはドイツ潜水艦U-203に発見されたが、その追跡から逃れることに成功した。
イギリス自治領ニューファンドランドのアージェンティア海軍基地にて3ヶ月の警戒任務後、休暇期間を過ごし、1941年12月7日にメイン州カスコ湾にて船の装備品を整えた。カスコ湾で10日間過ごした後、テキサスはアージェンティアへ戻り、1942年1月後半にイギリスへの輸送船団護衛を開始するまで留まった。護衛任務が完了すると母港へ戻るまでの間、アイスランド近海でのパトロール活動に従事した。また、この頃にテキサスの副武装の12.7cm砲が16門から6門へ減らされた。それからの半年間、テキサスは様々な目的地へ向けて移動する輸送船団の護衛任務を継続した。ある時はガダルカナルへ派遣される海兵隊にパナマまで付き添い、またある時には、アフリカ西岸シエラレオネのフリータウンへ向けて輸送される部隊の前方護衛を行なった。時にこうした任務もあったが、イギリスへの部隊および物資を輸送する船団護衛任務にしばしば駆り出された。
1942年10月23日、テキサスは北アフリカへの連合国軍の進攻作戦であるトーチ作戦のために北部攻撃集団の第8・第34特殊任務集団と共に出撃し、初めての大規模な戦闘活動に入ることになった。テキサスの所属する集団に割り当てられた作戦担当区域はチュニジアのマーディアとモロッコのポート・ルアティの両港であった。11月8日早朝、テキサスは攻撃地点の海岸沖に到着し、進攻作戦の準備を開始した。また、テキサスは北アフリカへの連合軍上陸に対して同地に住むフランス人に対して作戦の妨害を行なわないようにとのドワイト・D・アイゼンハワー中将による最初の声明をラジオ放送「ボイス・オブ・フリーダム」から放送した。連合軍部隊が海岸へ上陸した時、テキサスは直ぐに彼らへの支援活動には入らなかった。それは、この時点の戦争においては作戦を陸海共同で行なうという用兵理論が未発達の状態であり、また、上陸前に上陸地点を攻撃しておくという事の重大さがあまり有効であるとは認められていなかったことにある。さらに、アメリカ陸軍はその様な方法よりも奇襲攻撃を行なうべきと譲らなかった。陸軍がポート・ルアティの近くにある弾薬集積所の破壊を要求し、テキサスは正午過ぎ頃にようやく戦闘を開始した。次の週になると、テキサスはモロッコの海岸沖を行き来し、そして火力支援の要請に応じて指定された様々な場所への支援に駆け回り、充分な戦果をあげた。なお、後の作戦とは異なり、この作戦でテキサスは35.6cm砲で273回、12.7cm砲で6回の砲撃を行なっている。北アフリカでの短い任務の間に、何名かの乗員が港内で沈んだ輸送物資を引き上げるための救出作業に赴いている。また、このモロッコ沖での活動中に、まだ新米の従軍記者だったウォルター・クロンカイトがテキサスによりアフリカへ上陸している。11月16日、テキサスは北アフリカを離れ、軽巡洋艦サバンナ (USS Savannah, CL-42) 、護衛空母サンガモン (USS Sangamon, CVE-26) 、タンカーのケネベック (USS Kennebec, AO-36) そして4隻の輸送船と7隻の駆逐艦と共に帰途についた。

### オーバーロード作戦
1943年は、その全期間をテキサスはお馴染みとなった船団護衛任務に従事した。ニューヨークを母港とし、イギリスを中心にカサブランカやジブラルタルも訪れ、頻繁に大西洋横断航海を行なった。だが、その護衛任務もヨーロッパ大陸への反攻作戦が近づいた1944年4月22日に終了し、テキサスはノルマンディーへの進攻作戦に備えてスコットランド南西部クライド川河口にて訓練を開始した。

#### リハーサル
訓練が始まってからの12日間、テキサスはイギリス戦艦ラミリーズ (HMS Ramillies, 07) とロドニー (HMS Rodney, 29) と共に火力演習を行った。また、この際にイギリス空軍の航空機が砲弾の着弾観測としてその照準手の役割を担った。同年4月29日、テキサスおよび戦艦ネバダ、アーカンソーは北アイルランドのベルファスト湾へ移動した。ベルファスト湾に到着後、航空機用カタパルトの撤去等が行われ、作戦に向けての最終的な準備段階に入った。また、無線誘導ミサイルを捕捉・妨害するための装置等、新たな無線装置が取り付けられた。そして最終的な演習がダンドラム湾南で行われた。この作戦に向けての最終段階の準備中の5月19日に上陸作戦司令官のドワイト・D・アイゼンハワーがテキサス乗員と会話するために艦を訪れた。5月31日になると、封緘（ふうかん）命令が出され、迫りくる上陸作戦についての状況説明が乗員らに対して行われた。上陸作戦において、テキサスは西部方面任務軍のオマハ・ビーチにおける砲撃艦隊旗艦に指名された。テキサスが担当する事になったオマハ・ビーチでの砲撃範囲は、オマハ・ビーチの西部であり、また、アメリカ第1歩兵師団が上陸する東部、同第29歩兵師団が上陸する西部、アメリカ第2レンジャー大隊のポワント・デュ・オックそして、第2レンジャー大隊支援でオマハ西部へ派遣される同第5レンジャー大隊等の支援も担当することになった。
テキサスを中心とした部隊はオマハ・ビーチの西部を担当し、アーカンソーの部隊は東部を担当した。駆逐艦フランクフォード (USS Frankford, DD-497)、マコック (USS McCook, DD-496)、カーミック (USS Carmick, DD-493)、ドイル (USS Doyle, DD-494)、エモンズ (USS Emmons, DD-457)、ボールドウィン (USS Baldwin, DD-624)、ハーディング (USS Harding, DD-625)、サタリー (USS Satterlee, DD-626)、トンプソン (USS Thompson, DD-627)とイギリス海軍の軽巡洋艦グラスゴー (HMS Glasgow, C21)、駆逐艦タナタサイド、タリーボント、メルブレイクおよびフランス軽巡洋艦ジョルジュ・レイグ、モンカルム等はオマハ・ビーチ東端を拠点に行動する事になった。
6月3日午前2時9分、テキサスおよび西部方面任務軍の当時そこに居た他の艦船と共にベルファスト湾からノルマンディーへ向けて出港した。同時刻、戦艦ウォースパイトやラミリーズ等の英国艦隊も同じ方面へ航行を始めた。6月4日午前7時40分、ノルマンディー沖に到着した艦隊はそこで悪天候に見舞われてしまい、元来た進路を逆にたどる羽目に陥った。その日の夜、ランドリー島沖にいた艦隊は再び進路をノルマンディーへ向け、Z区域にて他の艦隊と合流した。その後、進攻艦隊はノルマンディーへ向け進路を南にとり、ドイツ軍が敷設した機雷水域を掃海艇で掃海し、その空いた水域を航行した。この間、オマハ・ビーチへの上陸作戦参加艦艇は1隻も失うことは無かった。

#### D-Day
1944年6月6日午前3時、テキサスとグラスゴーはオマハ西部の砲撃支援航路へ到達し、午前4時41分には砲撃開始位置であるポワント・デュ・オックから11km（12,000ヤード）沖の水域に戦艦アーカンソー、ネバダとその他3隻のアメリカ重巡洋艦と米英の戦艦による小艦隊そして5隻の巡洋艦と22隻の駆逐艦と共に到着した。さらに砲撃観測飛行小隊のVCS-7が、スーパーマリン スピットファイアMk. VbとシーファイアIIIを飛ばし砲撃艦隊の目標地点の座標情報の提供とその射撃の支援の一翼を担った。また、一時的にテキサスおよび他のアメリカ艦艇の戦場観測パイロット達もこの観測支援のためにVCS-7へ割り当てられる事になった。
午前5時50分、最初の砲撃がポワント・デュ・オックの上部に設置されている6門の15cm（5.9インチ）砲へ向けて開始された。午前6時24分に砲撃を終えるまでの34分間に、35.6cm（14インチ）砲から255発の砲弾が1分間につき7.5発の間隔で発射され、これは第二次世界大戦中、テキサスにとって最長の砲撃時間となった。35.6cm砲でポワント・デュ・オックにある敵陣地を砲撃している間、12.7cm（5インチ）砲は第1歩兵師団のオマハ西部への進攻ルートを確保するため、その障害となっていた区域へ攻撃を行っていた。午前6時26分、テキサスはその主砲の攻撃地点をオマハ・ビーチの西の端にある町ヴィエルヴィル＝シュル＝メールへと変更した。そして、副砲は同じくオマハ・ビーチの西部にある内陸部へ抜けるための進路上にある峡谷に設置された敵防衛拠点への攻撃に取りかかった。後に、空中偵察機による指示のもと、主要攻撃地点を内陸部へと変更していき、敵の防衛活動を阻むために内陸部にある各敵防衛拠点と敵の砲台陣地を次々と狙っていった。
同日正午まで、オマハ・ビーチでの激しい攻勢は、連合軍の機甲部隊と砲兵部隊が浜辺へ上陸できなかったことと、ドイツ軍の予想以上に強力な抵抗によって崩壊の危機に晒され続けることとなった。オマハでの連合軍歩兵部隊の戦闘支援のために、何隻かの駆逐艦がドイツ軍の射程範囲内に入る海岸線まで接近し集中的な火力支援を行なった。テキサスもまた海岸線沿いに移動し、午前12時23分には海岸からわずか2,700m（3,000ヤード）の地点まで進み、ヴィエルヴィルの手前まで進んでいる第1歩兵師団のために街の西側に突破口を開くため、主砲によるほぼ0度の水平射撃を行なった。特に浜辺から離れた隘路に隠されている狙撃手と機関銃手の陣地を主な目標として砲撃した。それらの撃退任務が終わると、テキサスはヴィエルヴィルの西にいる敵対空部隊への攻撃を開始した。
6月7日、テキサスにポワント・デュ・オックにいるレンジャー大隊から、不足している弾薬の補給と戦場から離れることになった死傷者の回収要請が行われた。その要請に応じて2隻の小型ボートが艦から派遣された。ボートはテキサスで治療するためのレンジャー大隊の負傷兵34名と共に、何名かのドイツ兵捕虜が運ばれてきた。捕虜はテキサス艦内で尋問を受けた後、LSTによってイングランドへ送られた。その日の遅く、テキサスの主砲はドイツ軍部隊の集中を打ち砕くために彼らが占拠しているトレヴィエレとスレインに砲弾の雨を降らせた。そして夜になると、浜辺へ攻撃を行なっていたドイツ軍迫撃砲台に対して攻撃した。真夜中過ぎ頃、ドイツ空軍機がノルマンディー沖の艦船を攻撃するために来襲し、その内の1機がテキサスの右舷側から低空で接近し、攻撃してきた。これに対しテキサスの対空部隊はすぐに反撃体勢に入ったが、このドイツ軍機に対して反撃することは出来なかった。6月8日の朝になるとテキサスはイシグニー＝シュル＝メール、そして海岸砲台、さらに2度目のトレヴィエレに対する最終的な攻撃を行なった。
その後、テキサスは補給と再武装のためにプリマスへ一旦戻り、6月11日には再びフランスの海岸へと向かった。それから6月15日までの間、テキサスはフランス内陸部へと進撃する陸軍の支援に従事した。6月15日には進撃部隊はテキサスの最大射程範囲の地点まで進み、テキサスは最後の火力支援のために右舷にある対魚雷用バルジに注水し船体を2度傾け、火力支援に必要とされる射程範囲を得た。6月16日、戦闘活動区域はテキサスの射程範囲外となり、テキサスは次の任務へと移ることとなった。

### シェルブール攻撃

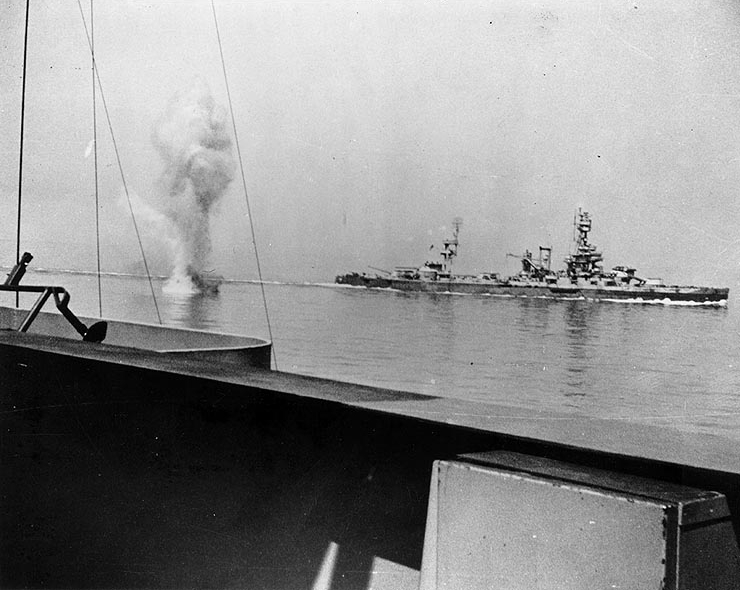
戦艦テキサス(写真右)とアーカンソーの間にドイツ軍の大型沿岸砲台から放たれた砲弾による水柱があがっている。1944年6月25日、シェルブールにあるハンブルク砲台を攻撃中の写真。

6月25日の朝にテキサスはシェルブールに接近し、アーカンソーと共に進撃し、街を取り囲む様々な防御施設および砲台に対し攻撃を開始した。沿岸の敵陣からも直ぐに応戦が始まり、午後12時30分頃にテキサスに夾叉した。敵からの攻撃によって艦の側で水柱が上がる中、テキサスは引き続き発砲したが、敵砲兵の射撃能力は高く、手強い相手であった。午後1時16分、28cm（11インチ）砲弾がテキサスの射撃管制塔に命中し操舵手が死亡、操舵艦橋にいた者も負傷した。この時、艦長のチャールズ・A・ベーカー大佐は奇跡的に無傷で艦橋を退避し、そして破損した艦橋を手早く修復させた。こうして艦に損害と犠牲者が出てもなお、砲撃は継続された。そしてしばらくすると、またもう一発の砲弾が命中した。命中した24センチ（9.4インチ）の徹甲弾はシェルブールの港から放たれ、士官室の下にある防水隔室に着弾したが、そこを破壊するには至らなかった。3時間に渡る戦闘でドイツ軍の砲撃は65回以上「テキサス」を挟叉し至近弾となったが、テキサスは15時に撤収命令が下されるまで砲撃を継続した。
その後テキサスはプリマスで修理を受け、そして次のフランス南部への進攻作戦に備えて訓練を開始した。7月16日、テキサスはベルファスト湾を離れ、地中海へと進路をとった。地中海へ到着したテキサスはジブラルタルとアルジェリアのオランに滞在したあと、チュニジアのビゼルト沖で3隻のフランス軍駆逐艦と合流し、フランス南部リビエラへと進路を向けた。7月14日の夜、テキサスはサントロペ沖に到着した。そして、7月15日午前4時44分に連合軍が上陸する前に上陸地点を砲撃するために砲撃ポイントへ移動し、午前6時51分、最初の砲撃目標である5つの15cm（5.9インチ）砲砲台へ向けて砲撃を開始した。敵からの抵抗が弱く、そのおかげで連合軍部隊が岸から内陸部へ素早く進撃したことにより、テキサスのこの作戦における火力支援は2日間で済んだ。8月16日の夕方、テキサスはフランス南岸から離れた。そしてシチリア島パレルモで停泊後、地中海からニューヨークへ向けて出港し、1944年9月14日同地に到着した。

### 硫黄島および沖縄での砲撃
ニューヨークでテキサスは主砲身の交換を含む36日間の修理を行う。修理後の短期訓練の後、11月にニューヨークを出航しパナマ運河経由で太平洋に向かう。途中カリフォルニア州ロングビーチに立ち寄り、オアフ島に向かった。クリスマスを真珠湾で過ごした後、ハワイ水域で一ヶ月に及ぶ演習を行い、その後ウルシー環礁へ向かう。1945年2月10日にウルシー環礁を出航しマリアナ諸島に二日間立ち寄った後、硫黄島に向かう。2月16日に硫黄島に到着すると、上陸前の艦砲射撃を開始する（硫黄島戦、戦闘序列）。硫黄島の日本軍拠点に対し三日間の砲撃を行い、2月19日に上陸が始まるとテキサスは上陸部隊の援護射撃を行う。2週間に及ぶ援護射撃で、海兵隊が島を制圧するのを支援した。また日本海軍の航空機により空母「サラトガ」が大破するなどの損害をだしたが、本艦は無事だった。
硫黄島の戦いは3月16日まで続いたが、テキサスは2月末に同水域を離れ、3月上旬にウルシー泊地で沖縄進攻作戦の準備を開始した。テキサスは第54任務部隊と共にウルシー泊地を3月21日出航し、3月26日に沖縄水域に到着した。テキサスは3月26日に開始した慶良間列島の占領戦に参加しなかったが、沖縄本島への上陸に先駆けて行われた艦砲射撃に参加した。続く6日に渡って14インチ砲弾を陸軍および海兵隊支援のため日本軍陣地に撃ち込んだ。日本軍は硫黄島で行ったような反撃を行うことはなかった。航空部隊による僅かな反撃が行われ、特攻機が突入を試みたが、テキサスは幸いにも損害を回避することができた。6日間に及ぶ空爆、艦砲射撃の後、地上部隊の侵攻は4月1日に開始された。地上部隊は当初僅かな抵抗を受けたが、テキサスはほぼ二ヶ月の間地上部隊への支援砲撃を行った。
5月末にテキサスはフィリピンのレイテ島へ退き、8月15日の日本降伏後まで同所に留まった。

## 戦後

### 退役まで
8月の終わりにテキサスは沖縄へ戻り、9月23日まで停泊した。その後帰還兵を乗せ帰国の途につき、10月15日にカリフォルニア州サンペドロに到着する。10月27日には海軍記念日式典に参加し、続いて帰還兵輸送の任務を再開した。テキサスはカリフォルニアとオアフの往復を11月に2回、12月に1回行った。1946年1月21日にテキサスはサンペドロを出航し、パナマ運河を通過しノーフォークへ向かい、2月13日に到着、不活性化の準備に入る。6月にメリーランド州ボルティモアに移動し、1948年初めまで同所に留まった。テキサスは第二次世界大戦の戦功により5個の従軍星章を受章した。

### 記念艦へ
1947年、テキサス州議会はテキサスを保管するために「The Battleship Texas Commission」（戦艦テキサス委員会）を設立した。委員会の最初の仕事は、ボルチモアからサンジャシンまで22万5,000ドルをかけてテキサスを曳航してくることだった。1948年3月17日にテキサスの曳航作業は開始され、4月20日にテキサスはサンジャッキント州立公園のサンジャッキント記念碑近くの係留予定地に到着した。テキサスは1948年4月21日に退役、4月30日に除籍された。4月21日は1836年にサンジャシントの戦いが行われ、テキサス独立戦争の趨勢が決定づけられた記念すべき日付であった。テキサスはアメリカで初の常設の記念艦となった。それ以前では、戦艦「オレゴン」が1925年から1941年までオレゴン州ポートランドで記念艦として展示されていたが、1956年に解体されている。

### 荒廃
しかし記念艦となった戦艦テキサスでの売り上げはテキサスの修繕には使用されず、その結果、船体の塗装の剥離や錆が進行し、腐食したパイプの閉塞不良などにより艦内のタンクが浸水した。1968年までに木製甲板は腐ってしまい、雨水が甲板から漏れて、艦内の区画に雨漏りするようになった。当時テキサスを管理していた戦艦テキサス委員会は、木製甲板（デッキ）を貼りなおして修理するのはコストがかかると判断して、木製甲板を除去して、代わりにコンクリートを流して固めてしまった。しかし、そのコンクリートも亀裂が入り雨漏りは止まることはなった。新聞は、テキサスが管理放棄と不十分な資金供給によって破壊されていると報じた。1971年、ブラウン財団、ムーディ財団 、そしてヒューストン基金の3つの地元慈善団体が、船体の錆を除去して塗装し直すための資金として5万ドルを寄付した。1975年、テキサスはアメリカ機械学会によりアメリカ合衆国国定歴史建造物に指定された
。

### 修繕
1983年、テキサス州議会は、戦艦テキサス委員会の不適切な運営により、戦艦テキサスの管理運営を Texas Parks and Wildlife Department (TPWD) に移管することを決定した。1983年8月31日に戦艦テキサス委員会は解散となり、翌日TPWDが管理運営権を引き継いだ。TPWDは最初に海軍の専門家を雇用し、テキサスの劣化の調査を行った。その結果、船体の気密防水性が大きく損なわれており、浸水している区画や隔壁に穴があいている箇所、雨水が貯留している区画などが数多く発見された。修理のためには、テキサスを造船所のドックに入渠させて、船体の修理と雨漏りの修理が必要と判断された。この修理計画には、船体内部の繊細な内装を守るための配慮も含まれていた。5年間の間に、募金によって修繕費用として1,500万ドルが集まった。

### 現在

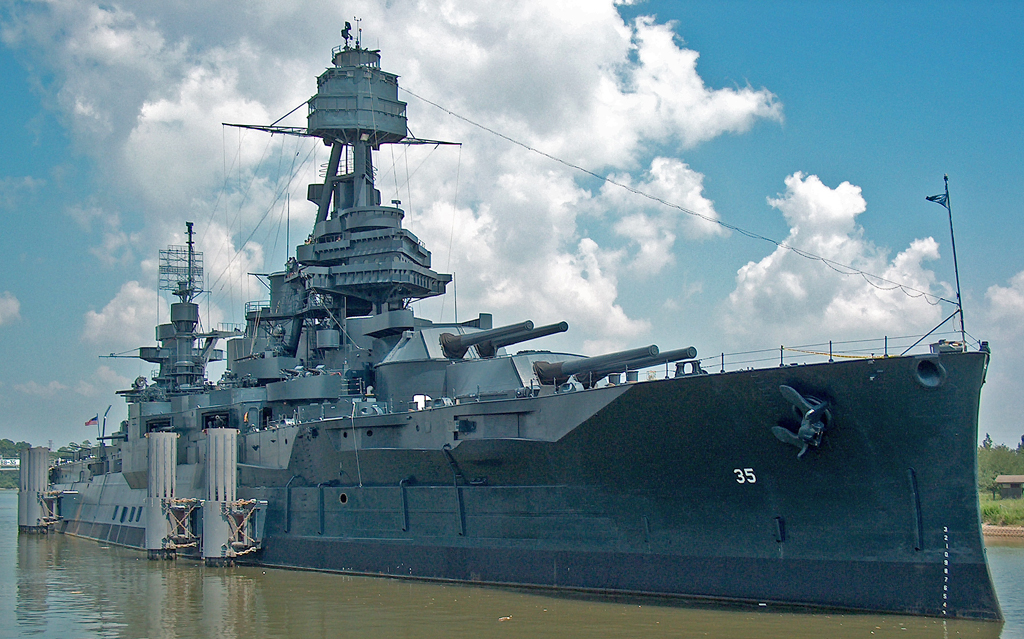
記念艦として保存展示される戦艦「テキサス」（2005年）

テキサスはテキサス州ヒューストン郊外にある「San Jacinto Museum of History」に保存されている。係留されている場所は、メキシコ湾に面したガルベストン湾の奥でバファロー川の河口近くである。近くにはサン・ジャシント・モニュメントがある。
1990年9月8日から一般公開が再開された。テキサスの主機は国定歴史工業製品に指定されている。テキサスは記念艦として公開される8隻のアメリカ戦艦の中で唯一、2つの世界大戦に従軍した戦艦となっている。慢性的な維持管理費の不足に悩まされており、外板の腐食による浸水か継続的に発生している。2017年8月にテキサス州を襲ったハリケーンによっても被害を受けている。
2019年5月、テキサス州議会はテキサスの修繕に3,500万ドルを投じる法案を可決した。テキサスは乾ドックへ移動して修繕された後、より訪問客の見込めるテキサス州内の新しい場所に係留される予定である。
2022年8月31日、潜在的な浸水を制限するために穴を塞ぎ、空洞を埋める数ヶ月の工程を経た後、テキサスは74年間を過ごしたバースから引き出され、ガルベストンに曳航され、そこで船はガルフ・カッパー・ドライ・ドック＆リグ・リペアで大規模な修理をするために浮遊乾ドックで上げられることになった。アメリカ中部夏時間午前6時頃、テキサスは停泊場所からヒューストン船舶航路に引き出され、曳航のため船体の旋回等の準備を行った。ガルベストンへの移動は、2隻のタグボートを使って午前6時38分に始まり、テキサスは中部夏時間午後3時57分に潜水ドックへの移動を完了した。環境保護団体の抗議により、同船はサンジャシント郡にあった元の停泊場所には戻らないことになっている。2年間の修理の後、ガルベストンに留まるか、ベイタウン、ボーモント、オースティン、ダラス、フォートワース、サンアントニオに移動する可能性がある。

## 大衆文化
テキサスはその引退以来、いくつかの映画に出演している。初めての映画への登場はスティーブ・マックイーン主演の『砲艦サンパブロ』(1966年)だった。その後、2001年の映画『パール・ハーバー』（大衆文化における真珠湾攻撃）にて、戦艦横丁に停泊中の標準型戦艦を演じた。また、テキサス艦内のいくつかの場所が空母「ホーネット (USS Hornet, CV-8) 」の艦内として描写された。さらに2006年にはクリント・イーストウッド監督による映画『父親たちの星条旗』と『硫黄島からの手紙』において海兵隊が硫黄島へ上陸する前に島へ砲撃するシーンで自身の役で登場している。